# Rugby playa en los Juegos Centroamericanos y del Caribe Mar y Playa
El rugby playa en los Juegos Centroamericanos y del Caribe Mar y Playa ha estado presente desde la edición inaugural en 2022.
Los partidos de rugby playa duran diez minutos y se realizan entre dos equipos de cinco jugadores.

## Femenino

### Torneos
| Evento           | Oro      | Plata     | Bronce   |
| ---------------- | -------- | --------- | -------- |
| Santa Marta 2022 | Colombia | Venezuela | Barbados |

### Medallero femenino
Actualizado Santa Marta 2022
| Núm. | País      | Oro | Plata | Bronce | Total |
| ---- | --------- | --- | ----- | ------ | ----- |
| 1    | Colombia  | 1   | 0     | 0      | 0     |
| 2    | Venezuela | 0   | 1     | 0      | 1     |
| 3    | Barbados  | 0   | 0     | 1      | 1     |
|      | Total     | 1   | 1     | 1      | 3     |

## Masculino

### Torneos
| Evento           | Oro      | Plata    | Bronce |
| ---------------- | -------- | -------- | ------ |
| Santa Marta 2022 | Colombia | Barbados |        |

### Medallero masculino
Actualizado Santa Marta 2022
| Núm. | País     | Oro | Plata | Bronce | Total |
| ---- | -------- | --- | ----- | ------ | ----- |
| 1    | Colombia | 1   | 0     | 0      | 0     |
| 2    | Barbados | 0   | 1     | 0      | 1     |
|      | Total    | 1   | 1     | 0      | 2     |

## Medallero histórico
Actualizado Santa Marta 2022
| Núm. | País      | Oro | Plata | Bronce | Total |
| ---- | --------- | --- | ----- | ------ | ----- |
| 1    | Colombia  | 2   | 0     | 0      | 2     |
| 2    | Barbados  | 0   | 1     | 1      | 2     |
| 3    | Venezuela | 0   | 1     | 0      | 1     |
|      | Total     | 2   | 2     | 1      | 5     |